# تهاجم سیام به کداح
تهاجم سیام به کداح (انگلیسی: Siamese invasion of Kedah) یک عملیات نظامی بود که در ماه نوامبر ۱۸۲۱، توسط پادشاهی سیام بر علیه سلطان‌نشین کداح در ناحیه‌ای که اکنون در شمال شبه‌جزیره مالزی واقع شده‌است، انجام گرفت.

## پیشینه
در دوران آیوتایا، سلطان‌نشین کداح یک ایالت خراجگزار به سیام بوده است، گرچه در گذر زمان دامنه نفوذ سیام بر سلطان‌نشین‌های شمالی مالایا متفاوت بود. بعد از سقوط آیوتایا در سال ۱۷۶۷، سلطان‌نشین‌های شمالی مالایا به طور موقت از سلطه سیام رهایی پیدا کردند. در سال ۱۷۸۶، فرانسیس لایت با مذاکره ای که با سلطان عبدالله مکرم شاه انجام داد موفق شد تا در قبال حمایت نظامی بریتانیا در برابر تعرض برمه یا سیام، جزیره پنانگ را به نمایندگی از طرف کمپانی هند شرقی بریتانیا در اختیار داشته باشد.